# Roger B. Myerson
Roger Bruce Myerson (Boston, Estados Unidos, 29 de marzo de 1951) es un matemático y economista estadounidense profesor de la Universidad de Chicago.

## Biografía
Doctorado en Matemáticas Aplicadas por la Universidad de Harvard en 1976 con una de sus obras más conocidas, Una teoría de juegos cooperativos. Es profesor de Economía de la Información y Teoría de Precios en la Universidad de Chicago. Roger Myerson trabajó afinando la teoría para el diseño de los mecanismos que desempeña un papel clave en las relaciones políticas y económicas y que fue formulada a partir de 1960 por Leonid Hurwicz. Junto a este y Eric Maskin, fue laureado con el Premio del Banco de Suecia en Ciencias Económicas en memoria de Alfred Nobel en 2007.

La teoría del diseño de mecanismos, iniciada por Leonid Hurwicz y desarrollada por Eric Maskin y Roger Myerson, ha reforzado ampliamente nuestra comprensión de las propiedades que tienen los mecanismos de asignación óptima de recursos
Jurado del Premio 2007